# Mignovillard
Mignovillard là một xã trong vùng hành chính Franche-Comté, thuộc tỉnh Jura, quận Lons-le-Saunier, tổng Nozeroy. Tọa độ địa lý của xã là 46° 47' vĩ độ bắc, 06° 07' kinh độ đông. Mignovillard nằm trên độ cao trung bình là 860 mét trên mực nước biển, có điểm thấp nhất là 799 mét và điểm cao nhất là 1189 mét. Xã có diện tích 49.81 km², dân số vào thời điểm 2006 là 640 người; mật độ dân số là 13 người/km².

## Thông tin nhân khẩu
| 1962 | 1968 | 1975 | 1982 | 1990 | 1999 |
| ---- | ---- | ---- | ---- | ---- | ---- |
| 686  | 742  | 715  | 662  | 654  | 649  |

## Địa điểm tham quan
Nhà thờ giáo khu của Mignovillard được xây trong thế kỉ thứ 16. Xuất phát nguyên thủy từ thế kỉ thứ 12 là nhà thờ Froidefontaine, được cải tạo trong thế kỉ thứ 17.